# Vérine
Ne doit pas être confondu avec Veratrum album ou Verrine.
Vérine (Ælia Verina) (morte en 484) est une impératrice byzantine (457-474) du Ve siècle. Épouse de l’empereur byzantin Léon Ier et belle-mère de son successeur Zénon, elle illustre parfaitement ce Ve siècle où les femmes de la famille impériale, comme Pulchérie ou Eudoxie vingt ans plus tôt, jouent un rôle considérable dans les intrigues politiques qui déchirent la cour de Constantinople.

## Origine et famille
On ne connaît pas ses origines, mais elle avait un frère, Basiliscus, et visiblement une sœur, car Zuzus est noté comme beau-frère de Vérina et Basiliscus dans une hagiographie de Daniel le Stylite. Elle épouse Léon, un officier thrace de l'armée d'Orient qui ne vient pas d'une famille puissante mais qui finit tribun militaire.
Elle est la mère d'Ariane, de Léontia et d'un garçon né en 463 mais qui ne vit que 5 mois.

## Règne deLéonIer
Son mari est placé au pouvoir par le patrice Aspar le 7 février 457. Léon est couronné par le patriarche Anatole de Constantinople et Vérina devient donc Augusta. C'est probablement à cette époque qu'elle ajoute « Ælia » à son nom, tradition des impératrices de la dynastie théodosienne.
Ses filles sont mariées chacune avec un membre des clans qui s'opposent à la cour, Léontia avec Patricius, fils d'Aspar du clan des Barbares, et Ariane avec Tarasicodissa du clan des Isauriens.
Son frère Basiliscus est choisi par l'empereur pour mener campagne contre les Vandales en 468. L'expédition est un désastre et Basiliscus s'enfuit du champ de bataille. Après son retour à Constantinople, il se cache dans l’église Sainte-Sophie pour échapper à la colère du peuple et à la vengeance de l’empereur. Par la médiation de Vérine, Basiliscus obtient le pardon impérial et est simplement puni de bannissement à Heraclea Sintica (en) en Thrace.

## Règnes deLéonIIet de Zénon
À la mort de Léon Ier, en janvier 474, elle reste au palais et soutient son gendre Zénon, mari de sa fille Ariane, qui devint le régent de l’empire pour son propre fils Léon II, âgé de 4 ans.

### L'usurpation de Basiliscus
Vérine n'est pas satisfaite de son rôle de veuve. Selon Jean d'Antioche, elle a pour amant un autre Patricius, un ancien préfet du prétoire. À la mort de Léon II, en novembre 474, elle fait une demande à Zénon (peut-être de pouvoir épouser Patricius), mais Zénon refuse pour éviter un autre prétendant au trône impérial. Elle se retourne contre lui et soutient l’usurpation de son propre frère, Basiliscus (475) avec Théodoric Strabon et Illus, un général longtemps proche de Zénon, ce qui oblige Zénon à quitter Constantinople. Jean d'Antioche explique que Vérine espérait que Patricius serait mis sur le trône et qu'elle pourrait retrouver son statut d'impératrice. Selon Jean Malalas, elle couronne elle-même son frère car elle est alors la seule personnalité de rang impérial présente dans la cité. Patricius obtient le titre de magister officiorum ; mais Basiliscus le fait tuer, ce qui pousse Vérine à se réconcilier avec Zénon en 476. Son frère l'apprend et elle ne doit son salut qu'à l'intercession de Flavius Armatus. Zénon, aidé de Théodoric le Grand, d'Illus et d'Armatus, renverse Basilicus et s’en débarrasse en le faisant probablement mourir de faim ainsi que sa famille.

### La rivalité avec Illus
Zénon ne semble pas avoir de rancune pour sa belle-mère ; ce qui n'est pas le cas d'Illus. Selon Daniel le Stylite, elle le considère comme responsable de la mort de Patricius. Illus échappe à plusieurs attentats dont l'un est fomenté par Epinicus, un favori de Vérina qui avoue l'implication de l'ancienne impératrice. À la suite de cet attentat, Illus quitte la cour pour l'Isaurie et refuse d'y revenir tant que Vérine y est présente. Zénon la bannit de Constantinople où elle ne reviendra plus.
Selon Jean d'Antioche, elle est d'abord envoyée dans un monastère à Tarsus puis à Dalisandus (en) et Cherris en Isaurie, sous la responsabilité d'Illus.
En 479, sa fille Léontia et son gendre Marcianus, fils de l'empereur d'occident Anthémius, fomentent une révolte basée sur le droit de succession de Léontia, au détriment de sa sœur Ariane car elle est « porphyrogénète », c'est-à-dire née alors que son père était empereur. La révolte porte d'ailleurs ce nom. Jean d'Antioche considère que Vérina est à l'origine de cette révolte, mais son affirmation est incertaine.
En 480, toujours confinée en Isaurie, elle entretient une correspondance avec sa fille l'impératrice Ariane et lui demande d'être libérée. Zénon et Illus refusent. Selon Jordanès, Ariane aurait échappé à un attentat fomenté par Zénon sous l'influence d'Illus qui aurait sous-entendu qu'il souhaiterait changer d'empereur. Ariane fomente alors un attentat contre Illus, il en réchappe avec une oreille en moins. Son assaillant sera exécuté.

### L'alliance avec Illus
Elle est impliquée dans un autre complot en 483 avec Illus qui reproche à l’empereur ses sympathies monophysites. Vérine est toujours de rang impérial malgré son exil et peut donc couronner un Auguste. Illus la libère et les deux conjurés, chalcédonistes, proclament empereur Léontios, un général à Tarse. Vérina rejoint la nouvelle conjuration avec ferveur, entretenant des correspondances avec différentes cités, essayant de créer des alliances. Cependant, elle n'est peut-être qu'une marionnette aux mains de son geôlier et son changement de camp reste incongru. D'ailleurs, lors du siège d'Antioche, elle ne rejoint pas Léontius et Illus mais est envoyée dans la forteresse de Papyrius (en) en Isaurie.
Mais la rébellion est un échec manquant de supports extérieurs et ils sont contraints de quitter Antioche pour se réfugier dans la forteresse de Papirius, en Isaurie. Zénon envoie une armée composée de Romains et d'Ostrogoths sous le commandement de Jean le Scythe. La forteresse est assiégée de 484 à 488. Vérina meurt au début du siège sans que l'on en connaisse la cause. Sa fille Ariane fait rapatrier son corps à Constantinople pour qu'il y soit enterré.